# Johan Adolf Clodt von Jürgensburg
Johan Adolf Clodt von Jürgensburg, född 5 augusti 1658 på Elghammars gård, död 20 oktober 1720 i Moskva, var en svensk militär, friherre och memoarförfattare. Han tillhörde den livländska adelsätten Clodt von Jürgensburg och var sonson till  Jost Clodt, som stupade under svenskarnas belägring av Riga 1621.

## Biografi
Johan Adolf Clodt föddes den 5 augusti 1650 på Elghammars herrgård i Södermanland. Han inledde sin militära karriär vid 16 års ålder, då han tog värvning som kornett vid Volmar Wrangels kavalleriregemente. Året därefter tjänstgjorde han vid Karl XI:s livgarde, och deltog i skånska kriget. Efter krigsslutet begärde han avsked från gardet och utnämndes 1694 till överstelöjtnant vid Nylands infanteriregemente.
Efter stora nordiska krigets utbrott befordrades Clodt år 1702 till överste och fick befälet över Rigas guvernementsinfanteriregemente. Som regementschef utmärkte han sig sedan i ett flertal strider i Kurland och befordrades till generalmajor 1706. 1708, då huvuddelen av de svenska trupperna i Baltikum bröt upp för att delta i fälttåget mot Ryssland, utnämndes han till befälhavare för de förband som lämnats kvar i området. Följande år blev han även kommendant i Riga.
Efter det svenska nederlaget vid Poltava, trängde större ryska truppstyrkor in i de svenska Östersjöprovinserna. Den 3 november 1709 inledde ryssarna en belägring av Riga. Tillsammans med generalguvernören Nils Stromberg, ledde Coldt försvaret av staden, men tvingades till kapitulation efter sju månaders kamp. Vid Rigas fall togs Clodt, i strid mot kapitulationsvillkoren, till fånga av ryssarna och fördes till Perejaslavl Zaliesskij i Ryssland. 1720 befordrades han till generallöjtnant och blev lantråd i Estland, men avled redan samma år i Moskva.
Han upphöjdes i sin frånvaro till friherrligt stånd 15 februari 1714 av Karl XII och introducerades 1719 med namnet Clodt under nummer 126. Hans sonson Bernt Johan (1726–1771) dog ogift och var den sista av ätten i Sverige. Delar av ätten blev senare inskrivan på riddarhuset i Reval och Riga under namnet Clodt von Jürgensburg.

## Skrifter
Under en resa till Finland 1699 utgav Coldt ett antal självbiografiska och historiska skrifter. Dessa utgavs senare ut i nytryck av historikern Martin Weibull i den fackvetenskapliga tidningen Historisk tidskrift år 1883.

## Befordringshistorik
| Datum             | Tjänstegrad            |
| ----------------- | ---------------------- |
| Oktober 1674      | Kornett                |
| 22 augusti 1675   | Fänrik                 |
| 19 juni 1676      | Löjtnant vid livgardet |
| 26 augusti 1688   | Överstelöjtnant        |
| 13 september 1702 | Överste                |
| 12 augusti 1706   | Generalmajor           |